# Rafael Lanuza
Rafael Lanuza (Ciudad de Guatemala, Guatemala, 23 de octubre de 1933 - Ciudad de Guatemala, Guatemala, 27 de junio de 1987) fue un escritor, productor, actor y director de cine guatemalteco. Fue conocido por filmar películas como Superzan y el Niño del Espacio, Terremoto en Guatemala y El Cristo de los Milagros.

## Biografía
Nació en la Ciudad de Guatemala el 23 de octubre de 1933. Sus padres fueron Agustín Lanuza y Florencia Martínez. Comenzó a trabajar en la industria cinematográfica en 1952 inspirándose en el largometraje guatemalteco El Sombrerón, la primera cinta guatemalteca con sonido.
Estudió sobre el cine y la filmación en Estados Unidos y en México. Asistió como observador a varias filmaciones de documentales y películas y de allí adquirió los conocimientos por medio de la práctica.
En 1952 mientras realizaba algunos comerciales, Lanuza realiza su primer largometraje, Una Corona para mi Madre.
Entre 1961 y 1970 realizó un promedio de 600 spots publicitarios para la televisión en 16mm y 32mm.
En los años setenta, junto al productor Agrasánchez, retoma el cine con mucho auge en la producción cinematográfica profesional. Entre sus películas de ficción se encuentran Superzán y el Niño del Espacio, El Triunfo de los Campeones Justicieros y La Mansión de las Siete Momias, y entre sus cintas de drama se encuentran El Cristo de los Milagros y Terremoto en Guatemala. Este último se estrenó en América Central incluyendo a Guatemala y México. Fue tanto el éxito que la misma Columbia Pictures compró los derechos de distribución para Estados Unidos.
A Lanuza se le considera la piedra angular del cine en Centroamérica.
Falleció el 27 de junio de 1987 en la ciudad capital luego de filmar su última película llamada Judas.
En 2015 su hijo Luigi Lanuza adaptó a la gran pantalla la película El Señor de Esquipulas que cuyo guion fue escrito por su padre en 1970.

## Filmografía

### Largometrajes
| Título                                  | Año  | Productora            |
| --------------------------------------- | ---- | --------------------- |
| Una Corona para mi Madre                | 1952 |                       |
| El Tesoro del Fantasma                  | 1957 |                       |
| La Alegría de Vivir                     | 1960 |                       |
| El Cristo de los Milagros               | 1971 | Cinematográfica Tikal |
| Superzán y el Niño del Espacio          | 1971 | Cinematográfica Tikal |
| El Triunfo de los Campeones Justicieros | 1972 | Cinematográfica Tikal |
| La Mansión de las Siete Momias          | 1973 | Cinematográfica Tikal |
| El Tuerto Angustias                     | 1974 | Cinematográfica Tikal |
| Terremoto en Guatemala                  | 1976 | Cinematográfica Tikal |
| Candelaria                              | 1976 | Cinematográfica Tikal |
| La Muerte también Cabalga               | 1979 |                       |
| Judas                                   | 1990 | CI. VI. TI.           |
| Soy de Zacapa                           | 2011 |                       |

Fuente: IMDb